# Ruta del Carrilet I
La Ruta del Carrilet I: Olot-Girona és una via verda amb un traçat de 57 quilòmetres que travessa tres comarques i dotze pobles recorrent les valls dels rius Fluvià, Brugent i Ter.

## Descripció
L'antiga línia Olot-Girona, abandonada el 1969, va ser rehabilitada com a via verda des dels anys 1990. Té un suau pendent des d'Olot (440 metres sobre el nivell mitjà del mar) fins a Girona (70 metres) i el seu punt més alt se situa al Coll d'en Bas, a 558 metres. El recorregut, apte per a vianants i bicicletes, es troba en molt bon estat i ha estat condicionat amb nous ponts, baranes i senyalització.
La Ruta del Carrilet I travessa paratges de gran importància paisatgística, ecològica i cultural. S'inicia a la Zona Volcànica de la Garrotxa i, sempre seguint el recorregut del carrilet (1911-1969), l'antic tren de via estreta, arriba fins a la vall del Ter i les deveses de Salt i Girona. La via que antigament unia la Garrotxa i el Gironès permet ara conèixer els recursos naturals de la zona Volcànica de la Garrotxa, el castell d'Hostoles i els nuclis urbans d'Anglès, l'antiga estació restaurada de La Cellera de Ter, Sant Feliu de Pallerols i Girona, entre d'altres. A Amer, l'estació té un punt d'informació turístic, i els antics tallers han estat reformats per allotjar el Parc de Bombers. Espais com les deveses de Salt o de Girona s'integren així mateix en aquesta ruta, que transcorre pròxima al Ter en el seu darrer tram i permet observar els aprofitaments que s'han fet dels recursos hidràulics del riu.
A Girona connecta amb la Ruta del Carrilet II cap a Sant Feliu de Guíxols i la Costa Brava. El tram d'enllaç cap a Sant Joan de les Abadesses via la Vall de Bianya i Santa Llúcia de Puigmal encara queda en projecte. Hi ha una alternativa via el Coll de Sentigosa que culmina al Coll de Coubet a 1010 metres.

## Recorregut[7]
- Olot - les Preses - Sant Esteve d'en Bas - Sant Feliu de Pallerols - Amer - les Planes - la Cellera de Ter - Anglès - Bescanó - Salt - Girona

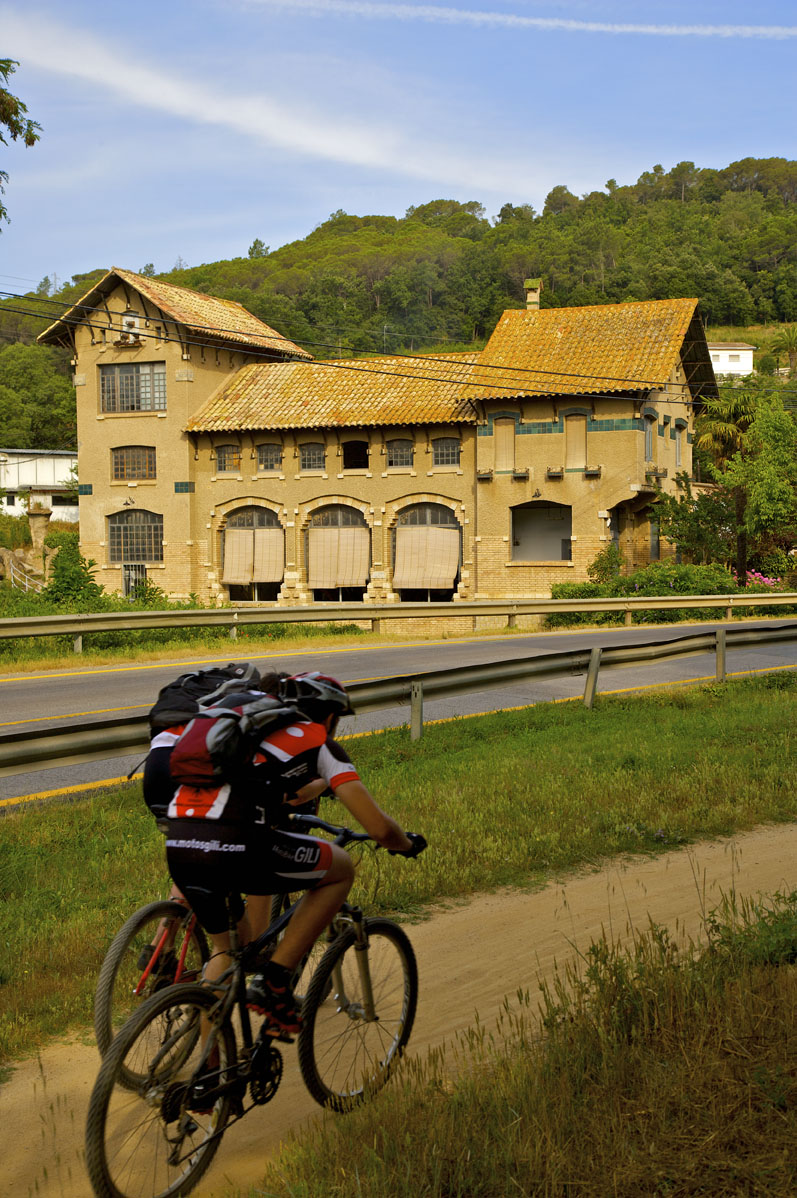
Estació hidroelèctrica Berenguer, a Bescanó Font: Xevi F. Güell
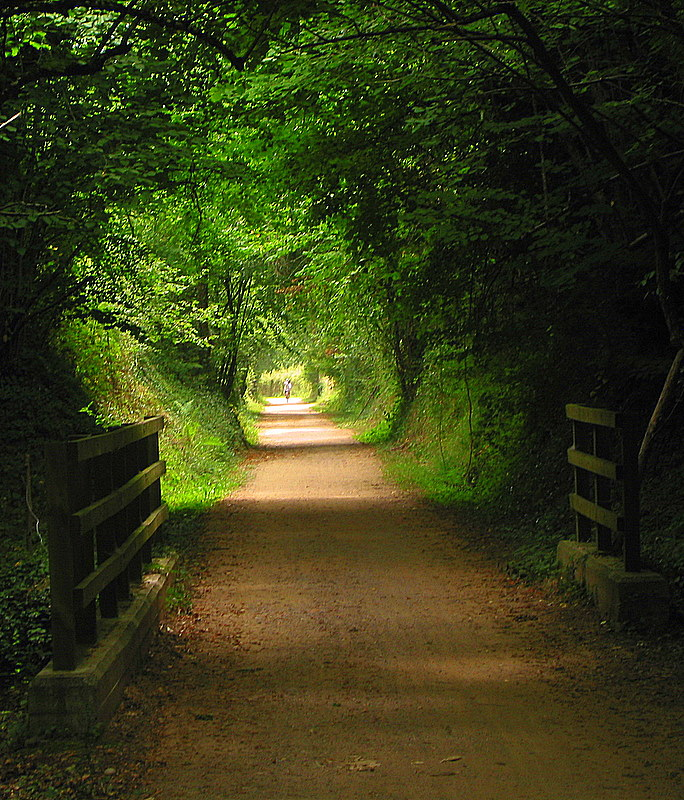
Prop d'Olot
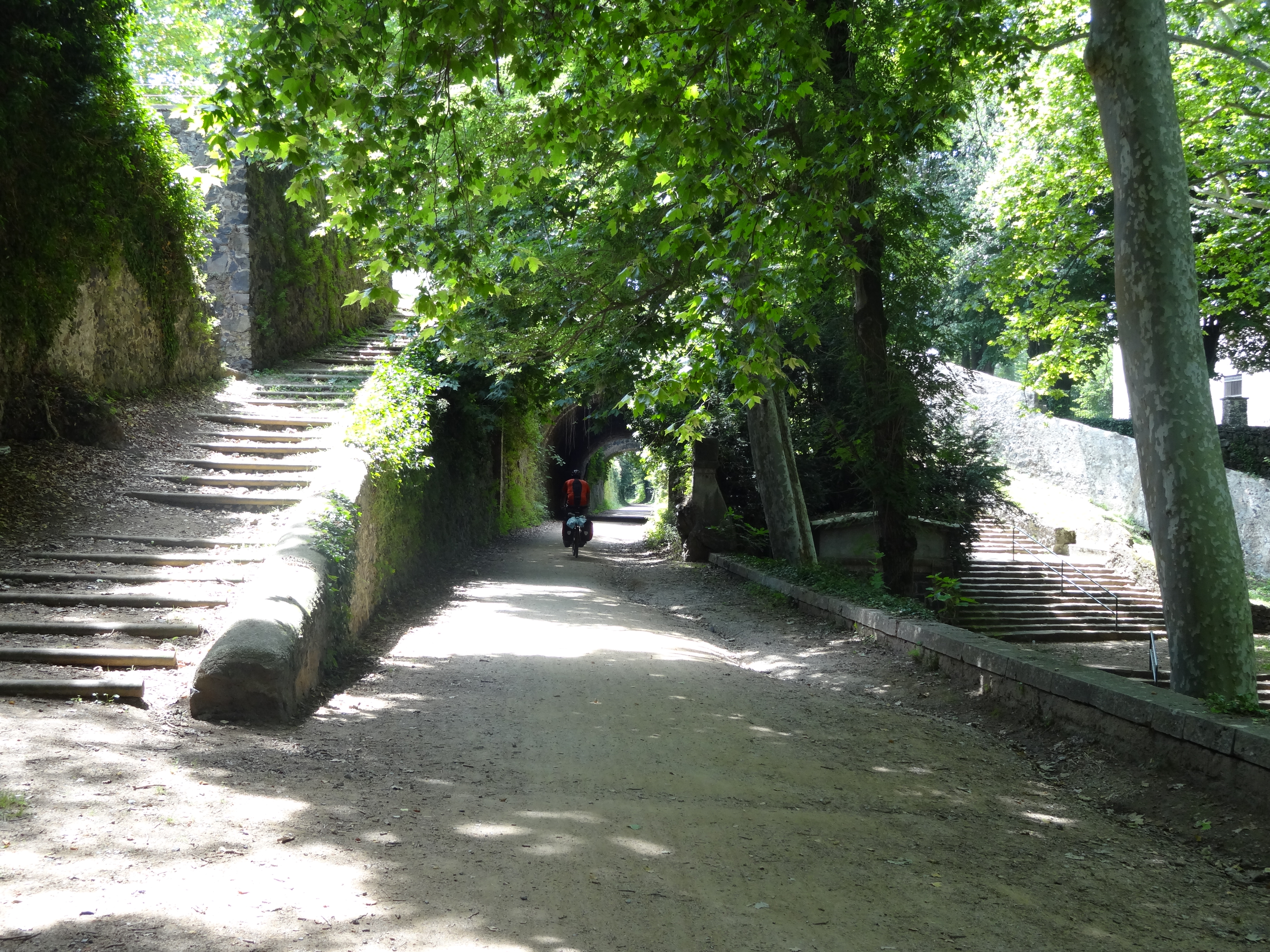
A Olot
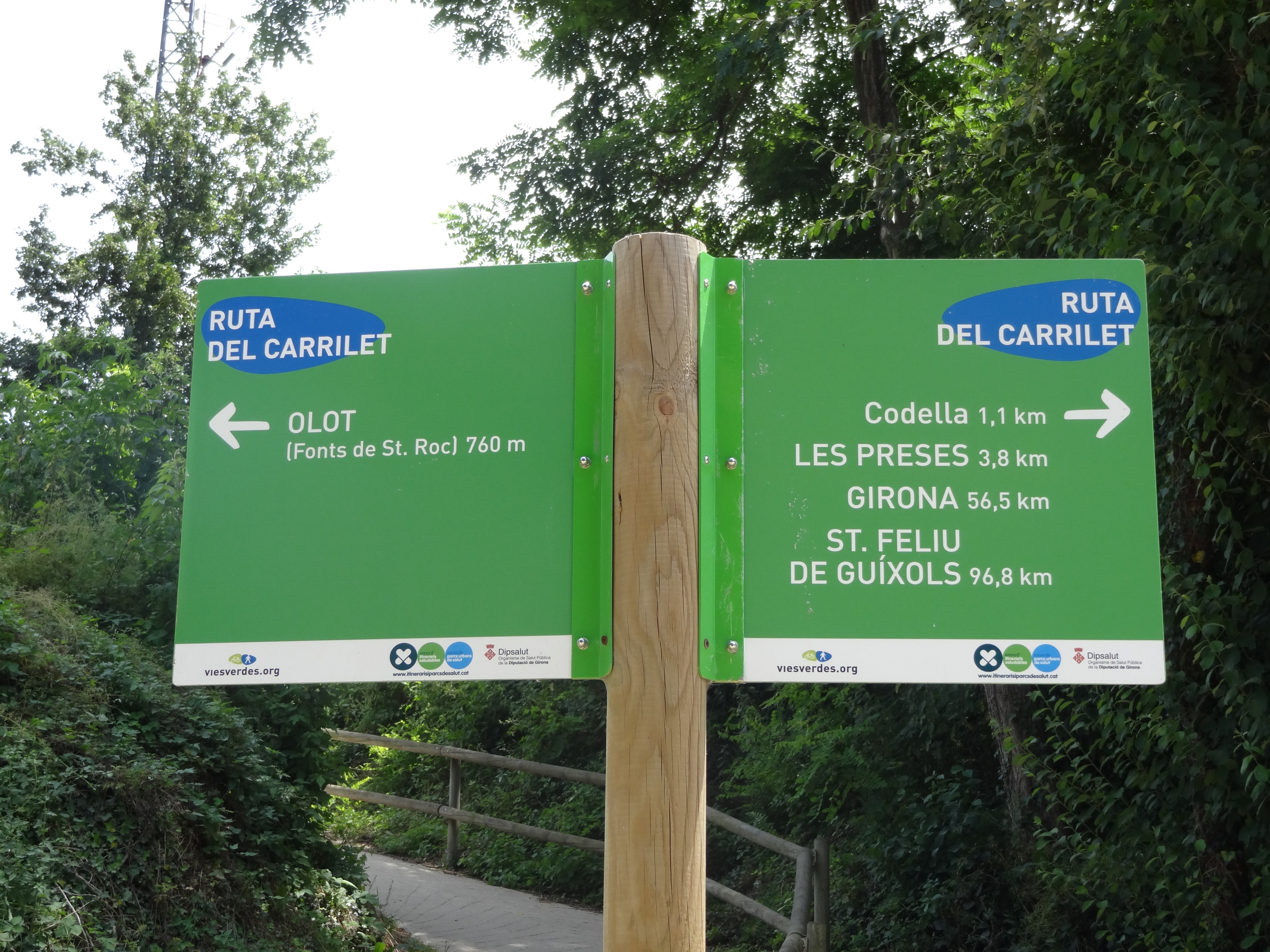
Placa indicadora
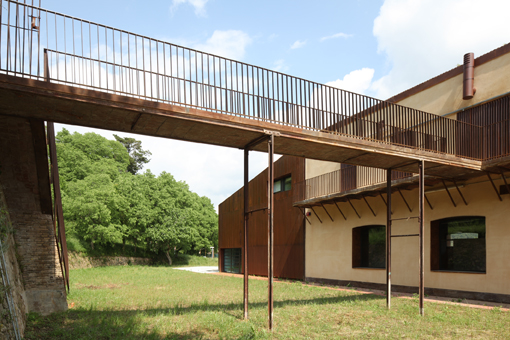
Parc de Bombers d'Amer, en els antics tallers ferroviaris, reformats per Mizien arquitectura.